# Stanground North
Stanground North var en civil parish 1905–2004 i distriktet Peterborough, i grevskapet Cambridgeshire i England. Civil parish hade 0 invånare år 2001.